# Rebel Highway
Rebel Highway est une série de téléfilms américains diffusés sur la chaine Showtime en 1994.
Ces téléfilms font partie d'un cycle anthologique rendant hommage aux films de « séries B » des années 1950 produits par American International Pictures et souvent diffusés en double programme et/ou dans des drive-in. Ces nouvelles versions mettent en scène de jeunes acteurs « en vogue » des années 1990. Le projet est développé par Debra Hill et Lou Arkoff, fils du cofondateur d'American International Pictures, Samuel Z. Arkoff.

## Synopsis
Les téléfilms de Rebel Highway mettent principalement en scène des adolescents ou jeunes adultes, souvent en rébellion ou en opposition avec l'autorité, les institutions, d'autres jeunes ou des adultes dans les années 1950.
Roadracers
Jeune homme rebelle, Dude Delaney est fasciné par les belles voitures et le rock 'n' roll. Il est fou amoureux de Donna, la plus belle fille de la ville. Teddy Leather, fils d'un policier, est très jaloux et aime ainsi les provoquer, surtout depuis que Dude a brûlé les cheveux de sa copine. Les affrontements entre lui et Dude deviennent alors de plus en plus violents.
Confessions d'une rebelle
En 1958, Rita Summers est l'étudiante la plus populaire et la plus appréciée de la sororité Alpha Beta Pi, dont elle est également présidente. Cependant tout change avec l'arrivée de Sabrina Masterson, sa nouvelle camarade de chambre. Cette dernière est en effet une fille riche qui obtient toujours ce qu'elle veut. Très vite, Sabrina cherche à mettre le grappin sur Mort, le petit ami de Rita.
Motorcycle Gang
L'ancien militaire Cal Morris et sa famille se rendent en Californie mais sont attaqués sur la route par un gang de motards composé de Jake, Crab, Volker et Kincaid. Les motards enlèvent Leann, la fille de Cal, et partent pour le Mexique. Cal et sa femme Jean se lancent à leur poursuite.
Runaway Daughters
À Alta Vista, Californie, en 1956, les rumeurs les plus folles courent à propos d'un satellite que l'URSS aurait placé sur orbite. Angie, Mary et Laura, trois jeunes filles issues de classes sociales différentes partagent leur temps entre les études, les garçons et les sorties au drive-in. Face aux demandes insistantes de son petit ami, Mary accepte de "passer à l'acte". Quelques semaines plus tard, elle s'aperçoit qu'elle est enceinte. Apprenant la nouvelle, le garçon lui promet le mariage juste avant de s'enfuir en direction de San Diego afin de s'enrôler chez les Marines. Les trois amies, trouvant là l'occasion de bousculer quelque peu leur morne quotidien, décident de se lancer à sa poursuite. Ne pouvant se confier à leurs parents, elles mettent en scène un enlèvement et prennent la route à bord d'une voiture volée. La police ne tardera pas à être alertée, bientôt devancée dans ses recherches par un détective privé.
Girls in Prison
En 1952, à Hollywood, la jeune Aggie O'Hanlon aspire à une carrière de chanteuse. Elle est un jour accusée du meurtre du président d'un label. Elle est envoyée en prison. Elle y sympathise avec deux détenues. Celles-ci vont l'aider à se protéger d'autres détenues, car un contrat a été mis sur la tête d'Aggie. Le véritable meurtrier du producteur de musique tient à l'éliminer.
Shake, Rattle and Rock!
Dans les années 1950, Susan et Cookie, deux jeunes filles, montent un groupe de rock. Leur ami Tony ouvre alors une discothèque en ville. Les jeunes du quartier peuvent y venir, sans s'attirer d'ennuis, et y écouter du bon Rock 'n' roll joué par des groupes comme les Sirens. Mais l'établissement est vite pris pour cible par des voisins, hostiles à cette nouvelle musique endiablée. La discothèque est menacée de fermeture.
Dragstrip Girl
Johnny Ramirez est employé dans un parking. Il arrondit ses fins de mois en volant des voitures et en revendant les pièces détachées. Il rencontre la belle et riche Laura Bickford. Johnny sent qu'il mène enfin la vie dont il rêvait. Mais cette relation ne plait pas à tout le monde.
Vilaines Filles et Mauvais Garçons
Dans les années 1950, Angel Norton est une pom-pom girl de 15 ans. Elle fait la connaissance de Tony Falcon, un jeune délinquant un plus âgé. Elle trouve à ses côtés l'aventure qu'elle recherche depuis longtemps. Un soir, ils braquent ensemble la caisse d'un café puis une bijouterie. Mais ils se font rapidement arrêtés. Grâce aux relations de son père, Angel n'est pas inquiétée alors que Tony est incarcéré. Les parents d'Angel découvrent qu'elle lui a rendu visite en prison. De plus, la famille Norton est peu à peu discréditée par cette affaire. Les Norton décident donc de déménager. Quelques mois plus tard, Angel s'est plutôt bien acclimatée à sa nouvelle vie à Bakersfield. Elle est désormais en couple avec Jack, mais l'aventure et Tony lui manquent. Le jeune homme décide de s'évader pour la retrouver.
Cool and the Crazy
À la fin des années 1950, Roslyn et Michael, amoureux depuis le lycée, se sont mariés, alors qu'ils n'ont que 18 ans. Ils deviennent ensuite parents. Mais très vite, les conflits et les secrets apparaissent. Souvent seule, Roslyn passe tout son temps à s'occuper du bébé et de la maison. Elle trouve du réconfort auprès de sa meilleure amie, Joannie. Celle-ci est mariée à Bobby. Joannie trompe son mari avec un certain Frankie, qui présente à Roslyn son ami Joey. Roslyn et Joey couchent ensemble. Si au départ il ne se doute de rien, Michael devient suspicieux, à force de voir Roslyn et Joannie rentrer de plus en plus tard. Michael commence alors à fréquenter une certaine Lorraine. Tout se complique davantage quand Roslyn décide se rompre avec Joey. Ce dernier décide de la kidnapper. Michael se lance à ses trousses.
Reform School Girl
Donna Patterson cherche à échapper à une vie difficile. Elle doit sans cesse repousser les avances de son tuteur légal, son oncle Charlie. Elle  rencontre un petit délinquant, Vince. Alors qu'ils roulent à bord d'une voiture volée, ils ont un accident. Tandis que Vince prend la suite, Donna est arrêtée. Cette dernière ne peut même pas identifier Vince, ne connaissant même pas son nom de famille. Elle est envoyée à la McCarthy Reform School, une institution pour adolescentes délinquantes. Donna est par ailleurs contrariée que son oncle tourne désormais son attention vers sa petite sœur, Cathy.
Dans la reform school, Donna se lie d'amitié avec quelques filles dont une kleptomane surnommée « Dink ». Mais comme à la maison, Donna est confrontée aux avances d'un autre homme, le psychologue de l'établissement. Ce dernier va jusqu'à l'accuser de s'être jetée sur lui. Donna est donc envoyée à l'isolement. Elle se fait après cela remarquer par l'entraîneur Buxbaum pour sa vitesse à la course à pied. Buxbaum en parle à la directrice Evelyn Turnbull, une médaillée olympique. La directrice propose une libération anticipée à Donna si elle remporte une compétition sur piste à la Velmont Academy, une école préparatoire pour filles à Hillsdale.

## Les téléfilms deRebel Highway
N.B. : par ordre de diffusion à la télévision américaine
1. Roadracers de Robert Rodriguez, avec David Arquette et Salma Hayek (22 juillet 1994)
2. Confessions d'une rebelle (Confessions of a Sorority Girl) d'Uli Edel, avec Jamie Luner et Alyssa Milano (29 juillet 1994)
3. Motorcycle Gang de John Milius, avec Gerald McRaney et Jake Busey (9 août 1994)
4. Runaway Daughters de Joe Dante, avec Julie Bowen et Paul Rudd (12 août 1994)
5. Girls in Prison de John McNaughton, avec Anne Heche et Ione Skye (19 août 1994)
6. Shake, Rattle and Rock! d'Allan Arkush, avec Renée Zellweger et Howie Mandel (26 août 1994)
7. Dragstrip Girl de Mary Lambert, avec Mark Dacascos et Natasha Gregson Wagner (2 septembre 1994)
8. Vilaines Filles et Mauvais Garçons (Jailbreakers) de William Friedkin, avec Antonio Sabato Jr. et Shannen Doherty (9 septembre 1994)
9. Cool and the Crazy de Ralph Bakshi, avec Jared Leto et Alicia Silverstone (16 septembre 1994)
10. Reform School Girl de Jonathan Kaplan, avec Aimee Graham et Matt LeBlanc (23 septembre 1994)

## Production

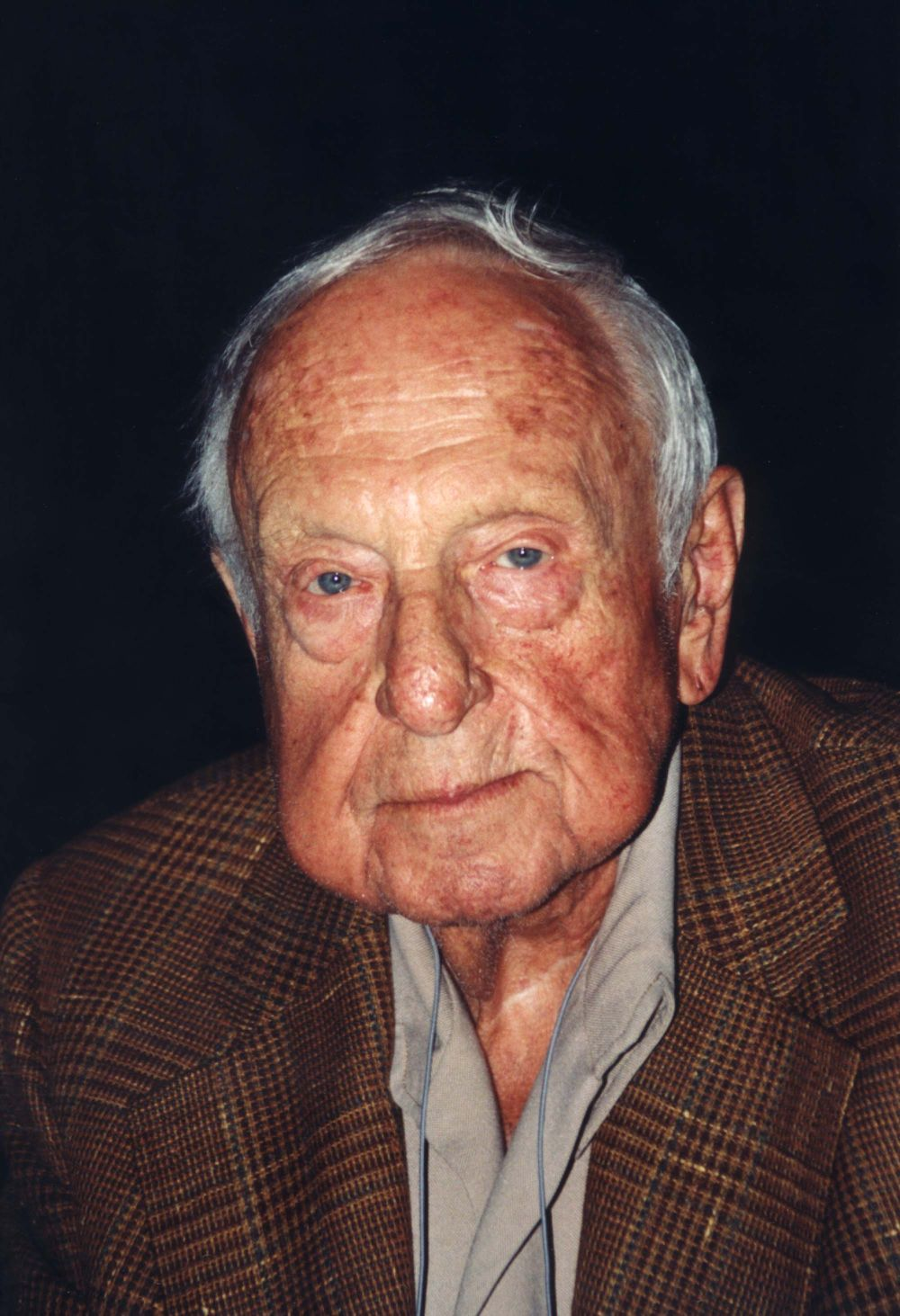
Rebel Highway rend hommage aux séries B produite par la société co-créée par Samuel Z. Arkoff, ici en 2000

### Genèse et développement
Lou Arkoff (en) souhaite initialement nommer la série Raging Hormones (« les hormones en rage ou en ébullition »). Showtime lui préfère le titre Rebel Highway. L'idée est de proposer des intrigues dans la veine de La Fureur de vivre, le film culte avec James Dean et Natalie Wood, sorti en 1955.
Lou Arkoff et Debra Hill invitent plusieurs réalisateurs confirmés. Chaque réalisateur choisit un titre parmi les films produits par Samuel Z. Arkoff via American International Pictures :
- Roadracers tient son titre du film du même nom (en) d'Arthur Swerdloff sorti en 1959.
- Confessions d'une rebelle reprend en partie le titre original de Sorority Girl de Roger Corman sorti en 1957.
- Motorcycle Gang tire son titre du film du même nom (en) de 1957 d'Edward L. Cahn.
- Runaway Daughters s'inspire de Runaway Daughters d'Edward L. Cahn, sorti en 1956.
- Girls in Prison tire son titre du film du même nom (en) d'Edward L. Cahn sorti en 1956.
- Shake, Rattle and Rock! tient son titre du film du même nom d'Edward L. Cahn sorti en 1956, sous le titre de  Vive le rock en France[4].
- Dragstrip Girl tient son titre du film du même nom (en) d'Edward L. Cahn sorti en 1957.
- Jailbreakers tire son titre du film The Jailbreakers (en) d'Alex Grasshoff sorti en 1960.
- Cool and the Crazy est titré d'après le film The Cool and the Crazy (en) de William Witney sorti en 1958.
- Reform School Girl est intitulé d'après le film du même nom (en) d'Edward Bernds sorti en 1957.

Chaque réalisateur peut ensuite engager le ou les scénaristes de leur choix, créer l'histoire de leur choix (similaire ou non à celle du film original). Chaque cinéaste peut également choisir son directeur de la photographie, son monteur et dispose du final cut.
Chaque téléfilm dispose d'un budget de 1,3 million de dollars et de douze jours de tournage. Les actrices et acteurs choisies doivent être des personnalités en pleine ascension. Lou Arkoff explique l’enthousiasme des réalisateurs du projet : « Ils n'étaient pas gênés par les grands studios qui disaient : “Vous ne pouvez pas faire ceci ou cela”. Et tous les réalisateurs ont fait très attention aux détails de l'époque. Nous voulions que ces téléfilms soient amusants pour la jeune génération et amusants pour la génération plus âgée ».

### Fiche technique
Sauf indication contraire, les informations mentionnées dans cette section peuvent être confirmées par la base de données cinématographiques IMDb,  présente dans la section « Liens externes ».
- Titre original : Rebel Highway
- Slogan : « Fast Cars. Fast Girls. Fast Living. »
- Sociétés de production : Drive-In Classics et Showtime Networks
- Distribution : Dimension Films (vidéo)
- Format : couleur - 1.33:1
- Durée de chaque téléfilm : 80–90 minutes

## Bande originale
L'album Fast Track to Nowhere, commercialisé par le label A&M Records, est la bande originale de la série. Il regroupe des chansons des années 1950 reprises par des artistes contemporains.
Liste des titres
1. Iggy Pop - C'mon Everybody (Jerry Capehart/Eddie Cochran) - 2:10
2. Meat Puppets - House of Blue Lights (Don Raye/Freddie Slack) - 4:05
3. Los Lobos - Lights Out (Seth David/Mac Rebennack) - 4:50
4. Concrete Blonde - Endless Sleep (Dolores Nance/Jody Reynolds) - 4:09
5. Neville Brothers - Let the Good Times Roll (Shirley Goodman/Leonard Lee) - 2:23
6. Sheryl Crow - I'm Going to Be a Wheel Someday (Dave Bartholomew/Fats Domino/Roy Hayes) - 3:38
7. Charlie Sexton - Race With the Devil (Tex Davis/Gene Vincent) - 3:57
8. Blues Traveler - I'm Walkin’ (Dave Bartholomew/Fats Domino) - 2:14
9. Wild Colonials (en) - Evil (Muddy Waters) - 4:15
10. The Smithereens - The Stroll (Nancy Lee/Clyde Otis) - 3:01
11. Babes in Toyland - The Girl Can't Help It (Bobby Troup) - 2:52

## Accueil critique
Dans son article paru dans Entertainment Weekly, Ken Tucker écrit « Il y a quelque chose d'un peu capricieux derrière cette série Rebel Highway avec l'idée de prendre des films d'exploitation des années 1950 et d'en faire des remakes, avec des bons acteurs et réalisateurs, dans les années 1990 ». Dans sa critique parue dans Chicago Reader, Jonathan Rosenbaum écrit notamment que c'est « une belle collection de films décalés - également appelés séries B ».

## Distinctions
Lors des CableACE Awards 1995, Rebel Highway est nommée dans la catégorie meilleure série dramatique. Joe Dante est par ailleurs nommé pour le prix du meilleur réalisateur pour son épisode Runaway Daughters et Roberto Schaefer est nommé pour la meilleure photographie de Roadracers.